# Miss Belgium

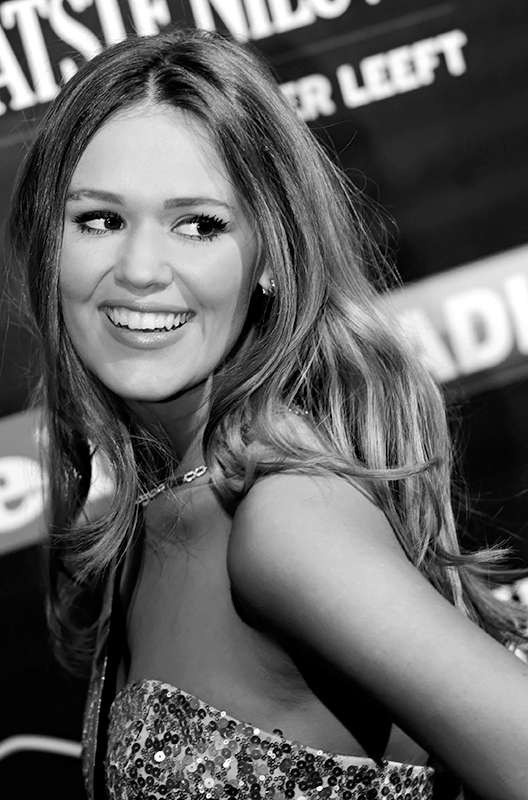
Törös Annelies, Miss Belgium 2015

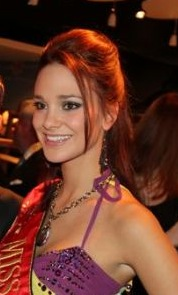
Cilou Annys, Miss Belgium 2010

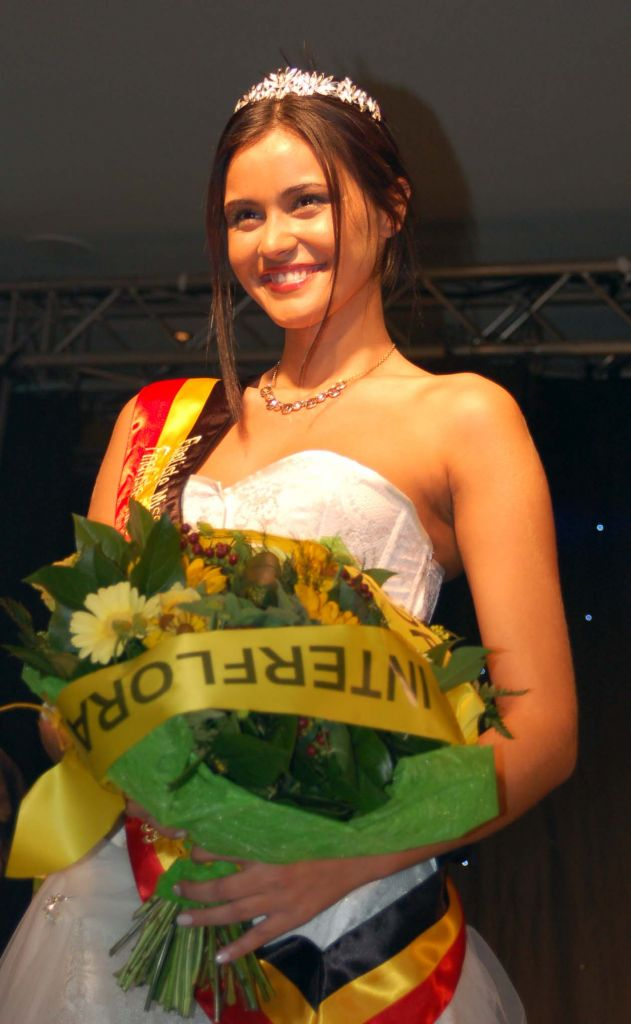
Zeynep Sever, Miss Belgium 2009

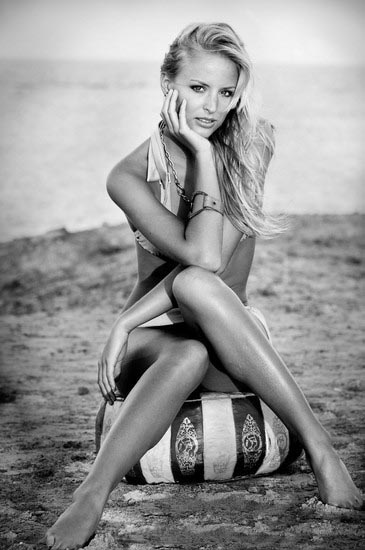
Alizée Poulicek, Miss Belgium 2008

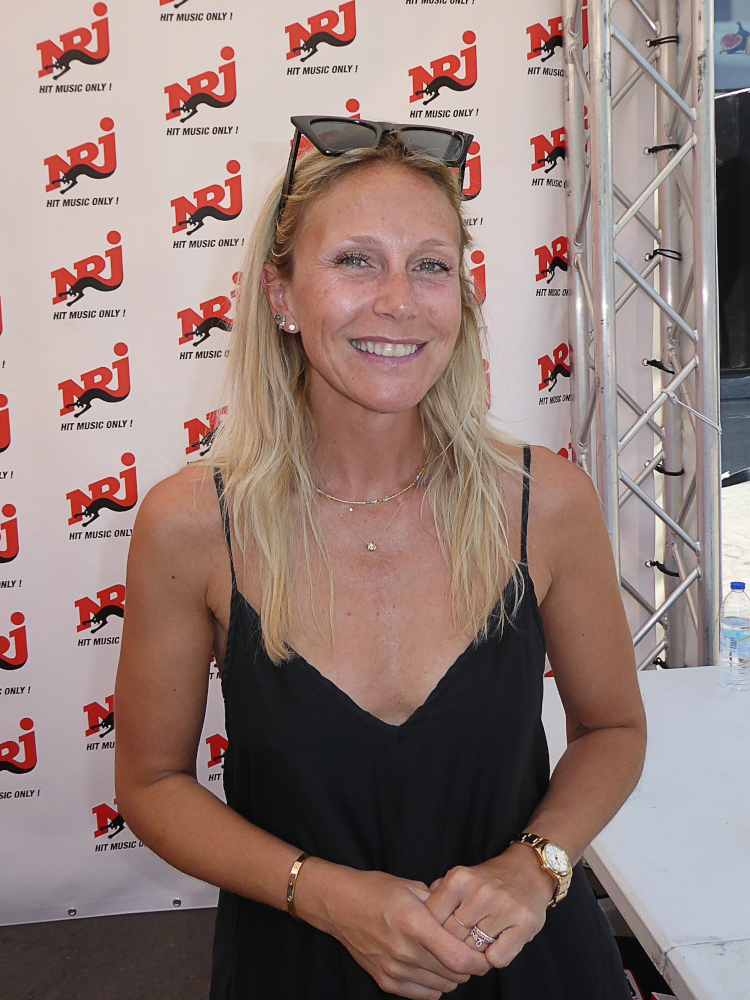
Julie Taton, Miss Belgium 2003

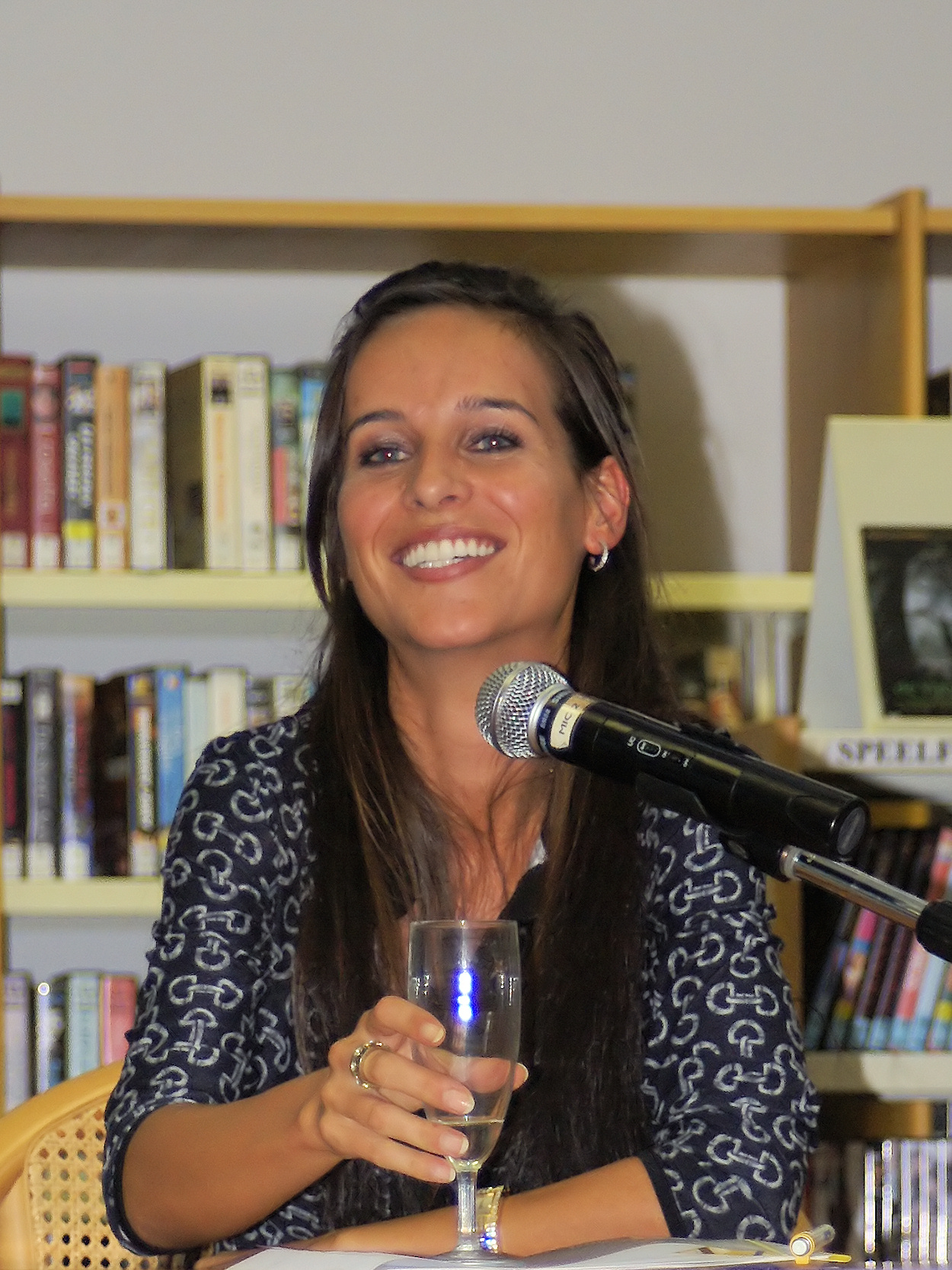
Ann Van Elsen, Miss Belgium 2002

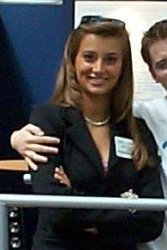
Véronique de Kock, Miss Belgium 1995

A Miss Belgium szépségversenyt 1969 óta rendezik meg Belgiumban, a győztese vesz részt a Miss Universe, Miss World versenyeken.

## Győztesek
A verseny győztesei, és a nemzetközi rendezvényeken elért eredményük.
| Év   | Győztes                 | Tartomány       | Helyezés                                                                    |
| ---- | ----------------------- | --------------- | --------------------------------------------------------------------------- |
| 1969 | Maud Alin               | Hainaut         |                                                                             |
| 1970 | Francine Martin         | Liège           |                                                                             |
| 1971 | Martine De Hert         | Antwerpen       |                                                                             |
| 1972 | Anne-Marie Roger        | Brüsszel        | középdöntős (Miss Universe)                                                 |
| 1973 | Christiane De Visch     | Antwerpen       | 4. helyezett (Miss Európa)                                                  |
| 1974 | Anne-Marie Sikorski     | Liège           |                                                                             |
| 1975 | Christine Delmelle      | Liège           |                                                                             |
| 1976 | Yvette Aelbrecht        | Brüsszel        |                                                                             |
| 1977 | Claudine Vasseur        | Brüsszel        |                                                                             |
| 1978 | Maggy Moreau            | Brüsszel        |                                                                             |
| 1979 | Christine Cailliau      | Brüsszel        | 2. helyezett (Miss Európa 1980)                                             |
| 1980 | Brigitte Billen         | Limburg         |                                                                             |
| 1981 | Dominique Van Eeckhoudt | Brüsszel        | 5. helyezett (Miss Universe) középdöntős (Miss World és Miss International) |
| 1982 | Marie-Pierre Lemaître   | Brüsszel        |                                                                             |
| 1983 | Francoise Bostoen       | Nyugat-Flandria | középdöntős (Miss World) 4. helyezett (Miss Európa 1984)                    |
| 1984 | Brigitte Muyshondt      | Antwerpen       |                                                                             |
| 1985 | An Van Den Broeck       | Antwerpen       |                                                                             |
| 1986 | Goedele Liekens         | Brabant         |                                                                             |
| 1987 | Lynn Wesenbeek          | Antwerp         |                                                                             |
| 1988 | Daisy Van Cauwenbergh   | Antwerpen       |                                                                             |
| 1989 | Anne De Baetzelier      | Brabant         |                                                                             |
| 1990 | Katia Alens             | Antwerpen       | középdöntős (Miss International)                                            |
| 1991 | Anke Vandermeersch      | Antwerpen       | Top 6 (Miss Universe 1992)                                                  |
| 1992 | Sandra Joine            | Antwerpen       |                                                                             |
| 1993 | Stephanie Meire         | Nyugat-Flandria |                                                                             |
| 1994 | Ilse De Meulemeester    | Brabant         | középdöntős (Miss World)                                                    |
| 1995 | Véronique De Kock       | Antwerpen       |                                                                             |
| 1996 | Laurence Borremans      | Brabant         | középdöntős (Miss World 1996)                                               |
| 1997 | Sandrine Corman         | Liège           |                                                                             |
| 1998 | Tanja Dexters           | Antwerp         |                                                                             |
| 1999 | Brigitta Callens        | Kelet-Flandria  |                                                                             |
| 2000 | Joke van de Velde       | Kelet-Flandria  |                                                                             |
| 2001 | Dina Tersago            | Antwerpen       |                                                                             |
| 2002 | Ann Van Elsen           | Antwerpen       |                                                                             |
| 2003 | Julie Taton             | Namur           |                                                                             |
| 2004 | Ellen Petri             | Antwerp         |                                                                             |
| 2005 | Tatiana Tavares         | Brüsszel        |                                                                             |
| 2006 | Virginie Claes          | Limburg         |                                                                             |
| 2007 | Annelien Coorevits      | Nyugat-Flandria |                                                                             |
| 2008 | Alizée Poulicek         | Liège           |                                                                             |
| 2009 | Zeynep Sever            | Brüsszel        | Top 15 (Miss Universe 2009)                                                 |
| 2010 | Cilou Annys             | Nyugat-Flandria | Top 15 (Miss Universe 2010)                                                 |
| 2011 | Justine de Jonckheere   | Nyugat-Flandria |                                                                             |
| 2012 | Laura Beyne             | Brüsszel        |                                                                             |
| 2013 | Noemie Happart          | Liége           | Top 20 (Miss World 2013)                                                    |
| 2014 | Laurence Langen         | Limburg         |                                                                             |
| 2015 | Törös Annelies          | Antwerpen       | Top 15 (Miss Universe 2015)                                                 |
| 2016 | Lenty Frans             | Antwerpen       |                                                                             |

## Versenyek
- 2009

A 2009-es versenyt december 23-án rendezték meg.
Győztes: Zeynep Sever
2. helyezett: Cassandra d’Ermillio
3. helyezett: Michèle Thissen
4. helyezett: Debbie Vaes
5. helyezett: Seren Sierack
Továbbjutók:  Charlotte Withofs,  Lauren Vanbiervliet, Stefanie Dehennin,  Lindsey Blassieaux,  Alicia Massaux
Versenyzők: Isabel Chairez, Aurélie Van Daelen, Larissa Vastapane, Yasmine De Borger, Stéphanie Aerts, Hind Ibn-Daifa, Elena Gheorghiu, Marie-Pierre Demoutiez, Sophie De Petter, Annelore Boutens
- 2010

Győztes: Cilou Annys
Versenyzők: Cassandra Palermo, Sarah de Groof, Pina Vatandas, Ann Alders, Mael Vanderplancke, Ewa Merk, MAude Lardinois, Claudia Scheelen, Binta Telemans, Nathalie Gailliaert, Gohar Avetisyan, Lien Aernouts, Dahlia Michaux, Elke Van Den Borre, Alice Piana, Chloe Evangelista, Helene Czorniak, Sophie Pannemans, Leen van Belle
- 2011

A 2011-es verseny döntőjét január 9-én rendezték meg.
Győztes: Justine de Jonckheere
Helyezettek:
Versenyzők: Sara Vermassen, Elodie Gillet, Charis Clement, Chloe Saive, Marieke Meelberghs, Ayse Ozdemir, Shana Smeets, Alizee Lagase, Lynn Pynoo, Lara Binet, Cassandre Delaine, Larissa de Castro, Maureen Lazard, Stefanie Krieckemans, Lucie Demaret
- 2012

Győztes: Laura Beyne
Versenyzők:  Sophie Boulnager, Jade Moens, Ophélie Plompteux,  Ons Detaille, Aurore De Geest, Justine Dubail, Albana Berisha, Adeline Ferard, Virginie Philippot, Maryline Peeters, Blerta Kamberi, Febe D'Haenens, Ginne Van der Weyen,  Sherelle De Jong, Elien Van Stichel, Lise Steppé,  nes Fernandez Alonso, Lindsey Van Gele, Julie Ghoos.
- 2013

Győztes: Noemie Happart
Versenyzők:  Shanou Recoules, Virginie Depoortere, Astrid Vandenberghe, Marissa Galle, Celine Van Rie, Maud Vanconginsloo, Kelly Gheerardyns, Virginie Urbain, Gonul Meral, Julie De Beule, Dorothee Lerclerq, Rhani Dehenain, Charlotte Verjans, Leen Geysen, Shanou Recoules, Astrid Vandenberghe, Sherine Dandoy, Valerie Smal, Julie Van Den Eynde.
- 2014

Győztes: Laurence Langen
Versenyzők: Valeria Broggio, Sarah Mangione, Pamela Jea	nmart, Emilie Hendrickx, Mareen Caltagirone, Axandre Van den Hende, Hajer Godefroot, Evy Samain, Ana Caliscan, Farah Amri, Maïté Royer, Laura Antonacci, Anissa Blondin, Lotte Feyen, Laura Charlier, Sarah Van Elst, Catherine Haduca, Cindy Sabbe, Coralie Porrevecchio, Camille Rogier, Elisabeth Marckx, Alexandra Watrice, Morgane Lemmens.
- 2015

Győztes: Annelies Törös
Versenyzők: Valentina Paesano, Pauline Detroz, Mandy De Saeger, Valentine Cesarone, Aurélie Hendrickx, Caroline van Hoye, Cheyenne De Coninck, Ginger Van Eetvelde, Titsia Brabants, Hélene Gavilan, Nina De Baecke, Marine Gérard, Michéle Roelens, Amélie Dethier, Stéphanie Carton, Stephanie Bola, Leylah Alliet, Elise Schneidesch, Emily Rabaut, Elodie Daubresse, Maxime Daniels, Malissia Sirica, Xhulia Mucaj, Victoria Humblet, Anastasiya Liënko, Jennifer Rosenberg, Charlotte Vanbiervliet, Lauranne Demesmaeker, Kawtar Riahi Idrissi.
- 2016

Győztes: Lenty Frans
Versenyzők: Alison Clement, Alison Khramaz, Amandine Minguet, Amy Courtens, Ashley Thirry, Bo Praet, Camille Vanhiesbecq, Candice Ditlefsen, Coralie Franze, Elisabeth Assaf, Emilie Mauleon, Emily Vanhoutte, Floriane Cavillot, Laura Dupont Ciccarella, Laure Alaime, Leila Noumair, Manon Dawir, Margaux Leclere, Merel de Saegher, Rim Agoudan, Sandra Van De Vloet, Sarah Devos, Shania Labeye, Alison Khramaz, Stefanie Beerens De Loor, Stephanie Geldhof, Stephanie Nouws, Valeryia Kazheunikava, Lien Vercruysse, Yasmine Vossen.

## Fordítás
- Ez a szócikk részben vagy egészben  a   Miss Belgium című angol Wikipédia-szócikk ezen változatának fordításán alapul.  Az eredeti cikk szerkesztőit annak laptörténete sorolja fel. Ez a jelzés csupán a megfogalmazás eredetét és a szerzői jogokat jelzi, nem szolgál a cikkben szereplő információk forrásmegjelöléseként.